# Dominikia bengalensis
Dominikia bengalensis är en skalbaggsart som först beskrevs av Pierre Lesne 1895.  Dominikia bengalensis ingår i släktet Dominikia och familjen kapuschongbaggar. Inga underarter finns listade i Catalogue of Life.